# Physoconops townsendi
Physoconops townsendi är en tvåvingeart som beskrevs av Camras 1955. Physoconops townsendi ingår i släktet Physoconops och familjen stekelflugor. Inga underarter finns listade i Catalogue of Life.